# Libreto
Libreto je besedilo odrskega (opera, opereta) ali vokalno inštrumentalnega dela (oratorij, kantata). Lahko je tudi scenarij za balet in pantomimo. Napiše ga libretist.
Izraz prihaja iz italijanščine in pomeni mala knjiga. 
Besedo libreto uporabljamo tudi za knjižnico z opernimi in podobnimi besedili.